# Margaret Keane
Margaret D. H. Keane (født Peggy Doris Hawkins, 15. september 1927; død 26. juni 2022) var en amerikansk kunstner kendt for sine malerier af motiver med store øjne.

## Historie
Margaret Keane malede hovedsageligt kvinder, børn eller dyr i olie eller med en kombination af materialer. Hendes værker opnåede kommerciel succes i form af billige reproduktioner på tryk, tallerkener og kopper. Hun havde et galleri i San Francisco, som kunne prale af "den største samling af Margaret Keanes kunst i hele verden."
Kunstværkerne blev oprindeligt tilskrevet Keanes eksmand, Walter Keane. Efter deres skilsmisse i 1960'erne, krævede Margaret Keane at blive krediteret for værkerne. En domstol i Honolulu, Hawaii, afgjorde sagen ved at bede begge male et billede fremfor domstolen. Margaret Keane fik malet et på 53 minutter, medens Walter Keane nægtede, hvilket førte til at Margaret Keane fik tilkendt rettighederne til sin kunst, og ex-manden måtte betale hende erstatning for svie og smerte.
En genopblussen af interesse for Margaret Keanes arbejde fulgte udgivelsen af Tim Burtons biografiske Big Eyes fra 2014.

## Stil
Keanes malerier kan genkendes på motivernes overdimensionerede, dådyrlignende øjne.  Keane sagde, at hun altid var interesseret i øjne og plejede at tegne dem i sine skolebøger. Hun begyndte at male sin signatur "Keane-øjne", da hun begyndte at male portrætter af børn. "Børn har store øjne. Når jeg laver et portræt, er øjnene den mest udtryksfulde del af ansigtet. Og de blev bare større og større og større," sagde Keane. Keane fokuserede på øjnene, da de er udtryk for den indre person. 
Keane angav Amedeo Modiglianis som en stor inspirationskilde, hvad angår den måde, hun malede kvinder på fra 1959 og fremadrettet. Andre kunstnere, der påvirkede hende med hensyn til farve, dimensioner og komposition, inkluderer Vincent van Gogh, Gustav Klimt og Pablo Picasso.

## Modtagelse
Margaret Keanes billeder er blevet kritikerrost, men også kritiseret som værende uoriginale og klichéagtige. På trods af egne krav til sin kunst, blev hun aldrig en succes blandt kunstkritikere; i stedet forblev hun "kendt for sine klæbrig-søde malerier af dådyrøjede stakler, der blev populære blandt masserne i slutningen af 1950'erne og 1960'erne, og årtier senere senere ironiske samleobjekter." I lyset af den store kløft mellem hendes værkers popularitet og den manglende anerkendelse blandt kritikere, blev hun nogle gange omtalt som "kunstverdenens Wayne Newton."

## Medieskildringer
- I 1998 debuterede tegneserieserien Powerpuff Pigerne af animator Craig McCracken, hvor karakterne med unormalt store øjne var inspireret af Keanes kunst; serien byder også på en karakter (specifikt pigernes lærer) ved navn "Ms. Keane". [10]
- I 1999 indeholder Matthew Sweets album In Reverse et af Keanes oliemalerier på omslaget. [11]
- I den biografiske film fra 2014 Big Eyes er Margaret Keane og hendes eksmand Walter filmens hovedfokus. Margaret blev portrætteret af Amy Adams og Walter blev spillet af Christoph Waltz.[12] Filmen blev instrueret af Tim Burton.[13] Margaret Keane optræder i filmen som en ældre dame, der sidder på en bænk i parken, i scenen, hvor Adams' og Waltz' karakterer er uden for Palace of Fine Arts. Margaret Keane afviste forskellige tilbud om filmrettighederne . Efter møder med manuskriptforfatterne Scott Alexander og Larry Karaszewski gik hun med på filmrettighederne og godkendte manuskripterne skrevet af Alexander og Karaszewski. Filmen tog 11 år fra udvikling til færdiggørelse.[14]